# Liste von Persönlichkeiten der Stadt Lauchhammer
Diese Liste enthält Persönlichkeiten, die mit der südbrandenburgischen Kleinstadt Lauchhammer im Landkreis Oberspreewald-Lausitz in Verbindung stehen. Die Liste erhebt keinen Anspruch auf Vollständigkeit.

## Ehrenbürger
| Name            | geb. | in | gest. | in | Anmerkung                                                                      |
| --------------- | ---- | -- | ----- | -- | ------------------------------------------------------------------------------ |
| Rudolf Armer    | 1916 |    | 1994  |    | Der Heimatforscher erhielt den Ehrenbürgerbrief 1993                           |
| Werner Blaschke | 1932 |    |       |    | Naturschützer, Ehrenbürger seit 1999, Ehrenbeirat für Naturschutz (OSL) (2017) |

## Söhne und Töchter der Stadt
| Name                     | geb.    | in            | gest. | in             | Anmerkung |
| ------------------------ | ------- | ------------- | ----- | -------------- | --- |
| Johannes Müller          | um 1695 | Grünewalde    | 1764  | Senftenberg    | Planer, Architekt und Bauausführender ingenieurtechnischer Wasserbauanlagen                                                 |
| Traugott Leberecht Hasse | 1775    | Bockwitz      | 1853  | Dresden        | Montanist |
| Johann Edmund Alex       | 1840    | Lauchhammer   | 1886  | Etzdorf        | evangelisch-lutherischer Pfarrer                                                                                            |
| Georg Arndt              | 1863    | Mückenberg    | 1939  | Wernigerode    | evangelischer Theologe |
| Walter Besig             | 1869    | Mückenberg    | 1950  | Lindenau       | Maler, bekannt als Schradenmaler                                                                                            |
| Otto Hurraß              | 1902    | Bockwitz      | 1934  | KZ Lichtenburg | Kommunist und NS-Opfer |
| Lothar Schulz            | 1904    | Lauchhammer   | 1976  | Berlin         | Politiker (CDU), Stadtältester von Berlin                                                                                   |
| Hans Tiessler            | 1905    | Lauchhammer   | 1951  | Hannover       | Jurist, 1940–1945 Oberbürgermeister von Kattowitz                                                                           |
| Horst Hanson             | 1911    | Lauchhammer   | 1978  | Halle (Saale)  | Biochemiker |
| Ernst Stein              | 1916    | Kleinleipisch | 1977  |                | SED-Funktionär. Er war Sekretär der SED-Bezirksleitung Berlin und Erster Sekretär der SED-Kreisleitung Köpenick.            |
| Wilhelm Gröhl            | 1916    | Dolsthaida    | 1985  | Kleinmachnow   | Schauspieler und Regisseur                                                                                                  |
| Benno Pludra             | 1925    | Mückenberg    | 2014  | Potsdam        | Kinder- und Jugendbuchautor                                                                                                 |
| Siegfried Krepp          | 1930    | Lauchhammer   | 2013  | Berlin         | Bildhauer und Maler |
| Ulrich Hofmann           | 1931    | Dolsthaida    |       |                | Physiker, Wissenschaftsmanager und Unternehmer                                                                              |
| Lothar Kühne             | 1931    | Bockwitz      | 1985  | Berlin         | Kulturphilosoph und Architekturtheoretiker                                                                                  |
| Hans-Edgar Stecher       | 1931    | Lauchhammer   | 2022  | Baden-Baden    | Schauspieler |
| Rolf Gröger              | 1935    | Lauchhammer   | 2023  | Halle (Saale)  | Mathematiker und Politiker (CDU, DSU), Abgeordneter in der letzten Volkskammer                                              |
| Reinhard Orczewski       | 1938    | Lauchhammer   |       |                | Politiker (CDU), Abgeordneter im Landtag von Brandenburg                                                                    |
| Horst Remane             | 1941    | Lauchhammer   | 2018  | Leipzig        | Wissenschaftshistoriker und Chemiehistoriker                                                                                |
| Hans-Joachim Brauske     | 1943    | Lauchhammer   |       |                | auch Achim Brauske genannter Boxer, Gewinner der Bronzemedaille bei der Europameisterschaft 1971 in Madrid im Mittelgewicht |
| Gunter Sonneson          | 1943    | Lauchhammer   |       |                | Schauspieler |
| Dorothea Köhler          | 1943    | Bockwitz      |       |                | Dirigentin und Musikpädagogin                                                                                               |
| Magdalena Schmidt        | 1949    | Lauchhammer   |       |                | Turnerin |
| Fred Gleitsmann          | 1951    | Grünewalde    |       |                | Politiker (SPD), Mitglied des Landtags von Brandenburg                                                                      |
| Thomas Gumpert           | 1952    | Lauchhammer   | 2021  |                | Schauspieler |
| Klaus Haertter           | 1952    | Lauchhammer   |       |                | Florettfechter, mehrfacher DDR-Meister                                                                                      |
| Barbara Schellewald      | 1952    | Lauchhammer   |       |                | Kunsthistorikerin |
| Bernd Deutschmann        | 1953    | Lauchhammer   |       |                | Fußballspieler |
| Alexander Niemann        | 1953    | Lauchhammer   |       |                | Gartenhistoriker, -denkmalpfleger und Genealoge                                                                             |
| Bernd Müller             | 1955    | Lauchhammer   |       |                | Fußballspieler |
| Gerold Hildebrand        | 1955    | Lauchhammer   |       |                | ehemaliger DDR-Bürgerrechtler und Autor                                                                                     |
| Annelore Zinke           | 1958    | Lauchhammer   |       |                | Turnerin, 1974 Weltmeisterin am Stufenbarren                                                                                |
| Heidrun Schellschmidt    | 1959    | Lauchhammer   |       |                | Politikerin (SPD), 1994–1999 Mitglied des Landtages Brandenburg                                                             |
| Michael Stübgen          | 1959    | Lauchhammer   |       |                | Politiker (CDU), von 1990 bis 2019 Mitglied des Deutschen Bundestages, ab 2019 Innenminister von Brandenburg                |
| Siegurd Heinze           | 1961    | Lauchhammer   |       |                | Kommunalpolitiker (parteilos), Landrat des Landkreises Oberspreewald-Lausitz.                                               |
| Petra Kalkutschke        | 1961    | Lauchhammer   |       |                | Schauspielerin |
| Eckhard „Ecki“ Lipske    | 1961    | Lauchhammer   |       |                | Gitarrist der Band electra                                                                                                  |
| Gernot Süßmuth           | 1963    | Lauchhammer   |       |                | Geiger, Konzertmeister |
| Svend Fochler            | 1966    | Lauchhammer   |       |                | Fußballspieler und -trainer                                                                                                 |
| Jens Kunath              | 1967    | Lauchhammer   |       |                | Fußballspieler und -trainer                                                                                                 |
| Wolfgang Roick           | 1968    | Lauchhammer   |       |                | Politiker (SPD), Abgeordneter im Landtag von Brandenburg                                                                    |
| Sven Benken              | 1970    | Lauchhammer   |       |                | Fußballspieler |
| Annett Neumann           | 1970    | Lauchhammer   |       |                | Bahnradrennfahrerin |
| Steffen Binke            | 1972    | Lauchhammer   |       |                | ehemaliger Fußballspieler und Fotograf                                                                                      |
| Mario Veit               | 1973    | Lauchhammer   |       |                | Boxer |
| Peter Hofmann            | 1974    | Lauchhammer   |       |                | Eishockeyspieler |
| Matthias Hofmann         | 1976    | Lauchhammer   |       |                | Eishockeyspieler |
| Sabine Loewe-Hannatzsch  | 1982    | Lauchhammer   |       |                | Basketballspielerin und Historikerin                                                                                        |
| Christoph Zippel         | 1982    | Lauchhammer   |       |                | Politiker (CDU), Abgeordneter im Landtag von Thüringen                                                                      |
| Paul Berberich           | 1985    | Lauchhammer   |       |                | Jazzmusiker |
| Ronny Miersch            | 1985    | Lauchhammer   |       |                | Schauspieler |
| Paul Berberich           | 1985    | Lauchhammer   |       |                | Fußballspieler |
| Sebastian Schuppan       | 1986    | Lauchhammer   |       |                | Fußballspieler |
| Alexander Bittroff       | 1988    | Lauchhammer   |       |                | Fußballspieler |
| Stefan Härtel            | 1988    | Lauchhammer   |       |                | Boxer |
| Florian Büchler          | 1988    | Lauchhammer   |       |                | Fußballspieler |
| Paul Pötsch              | 1988    | Lauchhammer   |       |                | Musiker und Schauspieler |
| Martin Zurawsky          | 1990    | Lauchhammer   |       |                | Fußballspieler |
| Danny Breitfelder        | 1997    | Lauchhammer   |       |                | Fußballspieler |
| Justin Löwe              | 1998    | Lauchhammer   |       |                | Fußballspieler |
| Lena Sonntag             | 2004    | Lauchhammer   |       |                | Geherin |

## Weitere Persönlichkeiten, die mit der Stadt in Verbindung stehen
| Name                                      | geb. | in                      | gest. | in          | Anmerkung |
| ----------------------------------------- | ---- | ----------------------- | ----- | ----------- | --- |
| Benedicta Margareta Freifrau von Löwendal | 1683 |                         | 1776  | Mückenberg  | Die Freifrau von Löwendal schuf 1725 mit der Gründung eines Hammerwerkes, eben des Lauchhammerwerkes, die Grundlage für die weitere Entwicklung der Stadt. Sie wurde damit zu einer der ersten Unternehmerinnen der Niederlausitz. |
| Detlev Carl Graf von Einsiedel            | 1737 | Dresden                 | 1810  | Mückenberg  | Unternehmer, mit deren Engagement die Entwicklung der Eisenverarbeitung und des Kunstgusses in Lauchhammer eng verbunden ist. Im Auftrag von Detlev Carl von Einsiedel gelang es Thaddäus Ignatius Wiskotschill und Joseph Mattersberger, 1784 eine in Wachs ausgegossene antike Figur einer Bacchantin in Eisen zu gießen. |
| Detlev Carl von Einsiedel                 | 1773 | Wolkenburg              | 1861  | Dresden     | Unternehmer, mit deren Engagement die Entwicklung der Eisenverarbeitung und des Kunstgusses in Lauchhammer eng verbunden ist. |
| Johann Friedrich Trautschold              | 1773 | Pößneck                 | 1842  | Dresden     | Oberfaktor, Hüttenmeister und Unternehmenschronist am Eisenwerk |
| Otto Bornschein                           | 1866 | Eckolstädt              | 1936  | Lauchhammer | Heimatforscher |
| Wilhelm Oberhaus                          | 1901 | Herford                 | 1924  | KZ Dachau   | katholischer Priester, im Konzentrationslager Dachau ums Leben gekommen, ab 1938 Pfarrvikar in Bockwitz, nach ihm wurde am 8. Mai 1987 die Wilhelm-Oberhaus-Straße in Lauchhammer-Mitte benannt. |
| Alex Niemann                              | 1911 | Leipzig-Möckern         | 1964  | Cottbus     | Niemann gilt als einer der erfolgreichsten Lauchhammeraner Turner der Anfangsjahre. Im Alter von 4 Jahren hatte er mit dem Sport begonnen und leitete bereits mit 12 Jahren eine Kinderturnriege. Später wohnte und arbeitete er im hessischen Frielendorf, wo er sich große Verdienste um das dortige Geräteturnen erwarb. Die lokalen Gaumeisterschaften im Jahre 1933 wurden ihm zu Ehren in Frielendorf abgehalten. Arbeitsbedingt im Jahre 1941 nach Lauchhammer bzw. Bockwitz gekommen, engagierte er sich auch hier im Turnsport und leistete Aufbauarbeit. Von 1950 bis 1953 war er Sektionssvorsitzender der BSG Aktivist Lauchhammer. Ab 1958 übernahm er als Übungsleiter das Kinderturnen in Lauchhammer-Ost. |
| Werner Zuch                               | 1911 | Salem, Suriname         | 1992  | Lauchhammer | Diakon |
| Heinz-Karl Kummer                         | 1920 | Bernsdorf (Oberlausitz) | 1987  | Lauchhammer | Künstler |
| Heinz-Dieter Kallbach                     | 1940 | Essen                   |       |             | Pilot, lebte bis Mitte der 1950er Jahre in Lauchhammer. Kallbach erhielt einen Eintrag im Guinness-Buch der Rekorde für die Landung einer IL-62 auf einer 860 m langen Graspiste in Stölln im Jahr 1989. |
| Jutta Resch-Treuwerth                     | 1941 | Berlin-Tiergarten       | 2015  | Lauchhammer | Journalistin sowie Ehe- und Familienberaterin |
| Bernd Storch                              | 1947 | Senftenberg             | 2018  | Lauchhammer | Schauspieler, Hörspielsprecher, Kabarettist und Autor |
| Joachim Sauer                             | 1949 | Hosena                  |       |             | Der Quantenchemiker und Physikochemiker ist der Ehemann der ehemaligen deutschen Bundeskanzlerin Angela Merkel. Er absolvierte im Zeitraum 1963 bis 1967 eine Berufsausbildung mit Abitur zum Chemielaboranten im Braunkohlenkombinat Lauchhammer (BVL). |

## Ehemalige Bürgermeister der Stadt
| Amtszeit  | Bürgermeister           | Bemerkungen |
| --------- | ----------------------- | --- |
| 1953–1966 | Max Baer                | seit 1945 Bürgermeister von Bockwitz, seit 1950 Bürgermeister der Großgemeinde Lauchhammer und seit 1953 erster Stadtbürgermeister |
| 1966–1989 | Werner Pohl             | |
| 1989–1990 | Reinhard Piskohl        | |
| 1990–1992 | Christian Häntzka (CDU) | erster Bürgermeister nach der Wende                                                                                                |
| 1992–1994 | Wolfgang Conrad         | |
| 1994–2002 | Rainer Schramm          | parteilos |
| 2002–2010 | Elisabeth Mühlpforte    | parteilos |
| seit 2010 | Roland Pohlenz          | parteilos |